# Worawut Chansitha
Worawut Chansitha (thailändisch วรวุฒิ จันสีทา, * 23. Juli 2000) ist ein thailändischer Fußballspieler.

## Karriere
Worawut Chansitha spielt seit 2019 für den Erstligisten Trat FC in Trat. 2019 absolvierte er ein Spiel in der ersten Liga, der Thai League. Sein Debüt in der ersten Liga gab er am 18. Spieltag (14. Juli 2019) beim Spiel gegen Bangkok United, als er in der 79. Minute für Pichit Jaibun eingewechselt wurde. Das war auch sein einziges Spiel in der ersten Liga. Am 1. Juli 2020 unterschrieb er einen Vertrag beim Kasem Bundit University FC in der Hauptstadt Bangkok. Mit dem Hauptstadtverein spielte er in der dritten Liga. Hier trat man in der Bangkok Metropolitan Region an. Der ebenfalls in der dritten Liga spielende Muang Loei United FC nahm ihn im Januar 2021 unter Vertrag. Mit dem Verein aus Loei spielte er in der North/Eastern Region der Liga. Bei Loei stand er bis Saisonende unter Vertrag.